# گنچو
گنچو (به ژاپنی: 建長 Kenchō)، نام یک عصر تاریخی ژاپنی بود. این عصر بعد از هوجی (دوره) و قبل از کوگن قرار داشت و از مارس ۱۲۴۹ تا اکتبر ۱۲۵۶ میلادی به طول انجامید. در طی این عصر امپراتور گو-ساگا، امپراتور ژاپن بود.